# Coronalidia sagittata
Coronalidia sagittata är en insektsart som beskrevs av Marques-costa och Rodney Ramiro Cavichioli 2007. Coronalidia sagittata ingår i släktet Coronalidia och familjen dvärgstritar. Inga underarter finns listade i Catalogue of Life.